# Rena Wang
Rena Wang (Pasadena, 15 de agosto de 1991) es una deportista estadounidense que compitió en bádminton. Es hermana de la también jugadora de bádminton Iris Wang. 
Ganó una medalla de plata en los Juegos Panamericanos de 2011, en la prueba de dobles.

## Palmarés internacional
| Juegos Panamericanos | Juegos Panamericanos | Juegos Panamericanos | Juegos Panamericanos |
| Año                  | Lugar                | Medalla              | Prueba               |
| -------------------- | -------------------- | -------------------- | -------------------- |
| 2011                 | Guadalajara (México) | Medalla de plata     | Dobles               |